# Органний пункт
Органний пункт (або педа́ль) — звук, що тягнеться або повторюється у басі, в той час як верхні голоси рухаються і їхня акордова структура змінюється незалежно від баса. Рух верхніх голосів завершується зазвичай акордом, що відповідає басу, і в цілому застосування органного пункту сприяє поширенню і посиленню його гармонічної функції. Обидві свої назви цей прийом отримав завдяки частоті його застосування при грі на органі, коли найчастіше протягом декількох десятків тактів потрібно тримати натиснутою педаль ніжної клавіатури, що видобуває низький звук.
Органний пункт, як правило, будується або на тоніці, або на домінанті, іноді зустрічається на обох ступенях відразу. Наявність органного пункту на інших ступенях ладу становить своєрідний виняток.
- Органний пункт на тоніці зустрічається зазвичай на початку твору, коли верхні голоси нагнітають динаміку музичного руху, послаблюючи стійкість баса, або в кінці твору, коли, навпаки, рух у верхніх голосах поступово затихає, підкоряючись стійкості баса.

- Органний пункт на домінанті, як засіб посилення нестійкої функції, передує зазвичай важливій, значній появі тоніки і найчастіше зустрічається або у вступі, перед основною частиною п'єси, або всередині твору, перед появою основної теми (в сонатній формі — перед репризою або кодою, а також всередині репризи — перед побічної партією).

В оркестрі органний пункт часто виконується за участю литавр як інструменту, здатного до поступового і потужного посилення або ослаблення звучності. До органному пункту відносяться, по суті, і остинатні фігури. Іноді органним пунктом називають також звуки, витримані в одному з верхніх голосів.